# Puig Castellar (Vilajuïga)
El Puig Castellar és una muntanya de 126 metres que es troba al municipi de Vilajuïga, a la comarca catalana de l'Alt Empordà.